# Nebraska Panhandle

La regione del Nebraska Panhandle

Il Nebraska Panhandle (letteralmente "manico del Nebraska") è una regione che comprende le 11 contee più ad ovest dello Stato statunitense del Nebraska.

## Contee
| - Banner - Box Butte - Cheyenne - Dawes | - Deuel - Garden - Kimball - Morrill | - Scotts Bluff - Sheridan - Sioux |

## Città
Le città principali del Nebraska Panhandle sono:
- Alliance
- Chadron
- Kimball
- Scottsbluff - Gering
- Sidney
- Bridgeport